# TAXI

《Taxi》是由南韓女歌手曹柔理所錄製的歌曲，收錄在她的第二張迷你專輯《LOVE ALL》中。於2023年8月9日由WAKEONE發布，作為專輯的主打單曲。

## 背景與發行
2023年7月25日，WAKEONE宣布曹柔理將在8月9日推出她的第二張EP《Love All》，還有主打歌《Taxi》。同一天，亮點預告影片就上線了。8月7日，MV的預告片也放出。然後在8月9日，這首歌和EP連同MV一起正式發佈。

## 編曲
這首是黃裕彬寫的歌詞，Ludwig Lindell負責作曲和編曲，Paulina "Pau" Cerrilla和Chris Meyer也參與了寫歌。這首歌是dance-pop的風格，歌詞講的是「即使在愛情前會笨口拙舌，還是想找各種方式表達愛」。《Taxi》是B大調，節奏是每分鐘123拍。

## 商業表現
《Taxi》在2023年8月6日至12日的那週，在南韓的Circle下載榜新登場直接拿下第24名，而在Circle BGM榜則是排到第100名。

## 宣傳
在2023年8月9日《Love All》發行前夕，曹柔理開了一場直播，介紹這張迷你專輯跟裡頭的歌，包括《Taxi》，還跟粉絲互動聊天。隨後的首週，她上了兩個音樂節目表演：8月10日在Mnet的M Countdown，還有8月13日在SBS的人气歌谣。她還在8月11日參加了Saemangeum Scout大會的K-Pop音樂會，以及8月12日在MBC的Show! Music Core特別節目慶祝2023 Ulsan夏季節慶演出。在第二週宣傳活動，她又上了好幾個音樂節目：8月15日的SBS M的THE SHOW，8月18日的KBS的音乐银行，8月19日的Show! Music Core特別節目慶祝2023年的Cheonan K文化展，還有8月20日的人气歌谣。值得一提的是，在The Show裡，她拿下了第一名。